# Supermittelgewicht
Das Supermittelgewicht ist eine Gewichtsklasse in den Kampfsportarten Boxen und Kickboxen.

## Boxen
Im Profiboxen wurde das Supermittelgewicht im Jahre 1974 vom US-amerikanischen Verband Ohio Boxing Commission eingeführt. Der IBF-Verband, der im Jahre 1983 als United States Boxing Association (USBA) gegründet wurde, war der erste bedeutende Weltverband, der diese Gewichtsklasse anerkannte, weshalb es bei der IBF mit dem Briten Murray Sutherland auch den ersten Weltmeister gab (Sutherland erkämpfte sich den Titel am 28. März des Jahres 1984 in Atlantic City, New Jersey, mit einem einstimmigen Punktsieg gegen den US-Amerikaner Ernie Singletary).
Im Jahre 1987 wurde die Gewichtsklasse auch von der WBA, die 1921 als National Boxing Association (NBA) gegründet wurde, geltend gemacht. Die WBC erkannte das Supermittelgewicht erst im darauffolgenden Jahr an. Erster WBA-Weltmeister wurde am 6. Dezember 1987 Park Chong-pal und erster WBC-Weltmeister am 7. November 1988 Sugar Ray Leonard. Thomas Hearns wurde am 4. November 1988 erster Weltmeister der WBO. Die WBO war zu dieser Zeit allerdings keine bedeutende Organisation. Erster Unumstrittener Boxweltmeister wurde erstmals am 7.11.21 der Boxer  Saul "Canelo" Alvarez.
Das Supermittelgewicht gibt es ausschließlich bei den Profis. Das untere Gewichtslimit ist 72,575 kg (160 Pounds) und das obere 76,203 kg (168 Pounds). Es liegt zwischen dem Halbschwergewicht und dem Mittelgewicht.
Als bester Supermittelgewichtler aller Zeiten wird der Hall of Famer und ungeschlagene Brite Joe Calzaghe (Kampfbilanz: 46 Kämpfe, 46 Siege, 32 K.-o.-Siege) geführt.